# Саситлигая
Саситлигая, Саситли́нка (авар. Къедисазул лъар) — горная река в Цумадинском районе Дагестана, впадает в Андийское Койсу.
Длина реки — 17 км, площадь бассейна — 100 км². Берёт начало на южных склонах восточной части Снегового хребта, в 4 км к северо-северо-западу от села Кеди. Течёт на юго-юго-восток через сёла Кеди и Саситли. Впадает в Андийское Койсу по левому берегу в 93 км от его устья.
Имеются мосты через реку в обоих сёлах и вблизи устья.
В 2002 году сель, сошедший по руслу реки, полностью разрушил квартал Ангизавал села Саситли.

## Данные водного реестра
По данным государственного водного реестра России относится к Западно-Каспийскому бассейновому округу, водохозяйственный участок реки — Сулак от истока до Чиркейского гидроузла. Речной бассейн реки — Терек.
Код водного объекта в государственном водном реестре — 07030000112109300000476.